# Good Dick
Good Dick ist ein US-amerikanisches Filmdrama aus dem Jahr 2008. Regie führte Marianna Palka, die auch das Drehbuch schrieb und die Hauptrolle übernahm.

## Handlung
Eine junge Frau ist Stammkundin der Porno-Abteilung in einer Videothek. Dort wird Dick, einer der Angestellten, auf Anna aufmerksam und folgt ihr eines Tages, um vom Fenster aus in ihre Wohnung schauen zu können. Dort beobachtet er, wie sie zu den ausgeliehenen Filmen masturbiert. Was anfangs wie ein Stalker-Film wirkt, entwickelt sich allerdings in eine komplett andere Richtung. Dick bemüht sich hartnäckig mit ihr in Kontakt zu treten, versucht sie zu einem Date zu überreden oder wenigstens mit ihr zu reden. Um nicht als Stalker verdächtigt zu werden, behauptet er, in diesem Wohngebiet eine Verwandte zu besuchen. Als Anna seine verbalen Annäherungen abgelehnt, versucht Dick, durch geschenkte Porno-Filme ihr Wohlwollen zu erlangen. Allerdings bleibt er weiter erfolglos und behauptet daher schließlich, seine Verwandte sei verstorben, wovon er sich ihren Trost und Einlass in ihre Wohnung erhofft. Als sie ihn unter Vorbehalt in ihre Wohnung und auch bei sich übernachten lässt, entwickelt sich eine bizarre Beziehung zwischen beiden. Während Anna offenbar genügend finanzielle Mittel hat, um ihr misanthropisches Dasein in ihrer Wohnung auszuleben, besucht Dick sie nun täglich, um für sie zu sorgen und ihr weiterhin Filme mitzubringen. Aufgrund einer verlorenen Wette darf er sogar mit in ihrem Bett schlafen. Da er sich mit seinem Gehalt keine eigene Wohnung leisten kann, ist er auf ihre Duldung angewiesen. Obwohl sie keinerlei Berührungen austauschen, entwickelt sich eine Art Liebesbeziehung zwischen ihnen, die, bei der bloßen Erwähnung seinerseits, von ihr komplett abgelehnt wird. Trotz Dicks Bemühungen, Anna ins Leben zurückzuholen, bleibt sie abweisend und lässt nur in seltenen Momenten ihren Gefühlen freien Lauf. Als die Situation zwischen den beiden eskaliert, gibt er schließlich auf und zieht sich in sein vorheriges Leben zurück. Von Dicks Bemühungen beeindruckt, geht Anna letztendlich auf ihren Vater zu, um seine finanzielle Unterstützung abzustellen. Dabei wird ihre Misshandlung durch den Vater in ihrer Kindheit angedeutet. Im Anschluss an die Auseinandersetzung mit dem Vater geht Anna zur Videothek, um Dick aufzusuchen. Dort endet der Film in einer schmerzlich liebevollen Begegnung zwischen beiden. Dieses Ende verspricht keine Antwort, aber es wird ein zaghafter Versuch ihrerseits gezeigt, sich trotz traumatischer Vergangenheit für körperliche Intimität zu öffnen, was Dicks teilweise hartnäckigen Bemühungen und seinem höchst einfühlsamen Benehmen zu verdanken ist.

## Kritiken
Todd McCarthy schrieb in der Zeitschrift Variety vom 18. Januar 2008, der Film sei „Selbsttherapie“, die Kunst vortäusche. Die Geschichte sei eher ein Fall für einen Psychiater als für das Sundance Film Festival. Die gezeigte Beziehung trage sadomasochistische Züge. Marianna Palka wirke wie eine „kräftigere“ Nastassja Kinski; die Darstellung von Jason Ritter sei energiebeladen und vage vielversprechend.
Die Organisatoren des Sundance Film Festivals 2008 bezeichneten den Film als eine „originelle Love Story“. Er sei witzig, das Zuschauen mache Freude.

## Auszeichnungen
Der Film nahm als Wettbewerbsbeitrag am Sundance Film Festival 2008 teil, wodurch Marianna Palka für den Großen Jurypreis nominiert wurde.

## Hintergründe
Der Film wurde in Los Angeles gedreht. Die Weltpremiere fand am 18. Januar 2008 auf dem Sundance Film Festival statt.